# Wladimir Konstantinowitsch Bukowski

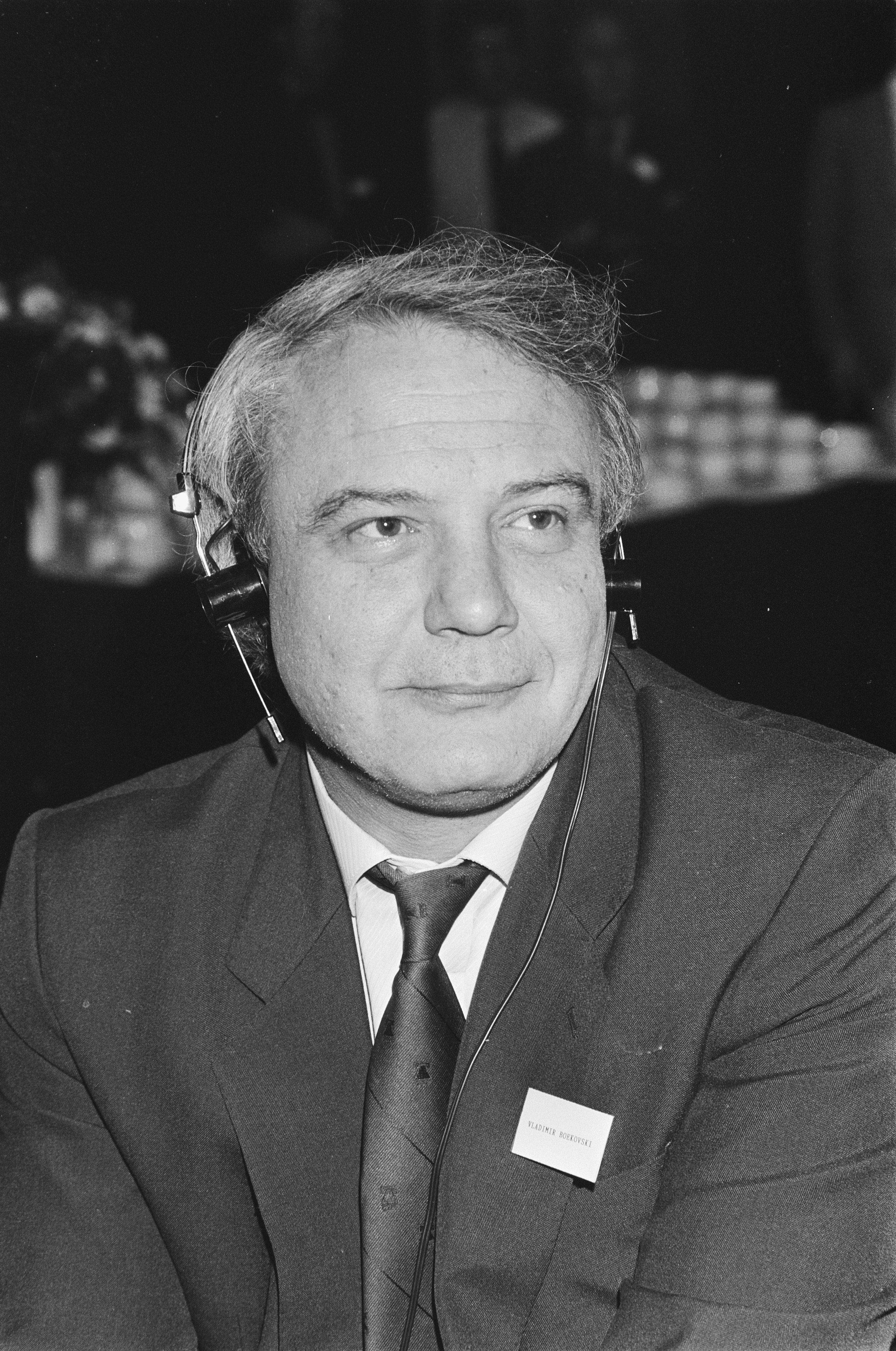
Wladimir Konstantinowitsch Bukowski, 1987

Wladimir Konstantinowitsch Bukowski (russisch Владимир Константинович Буковский; * 30. Dezember 1942 in Belebei; † 27. Oktober 2019 in Cambridge, Vereinigtes Königreich) war ein sowjetischer Dissident und russischer Publizist. Er machte die Unterbringung von politischen Gefangenen in psychiatrischen Anstalten der UdSSR international bekannt. Zu den russischen Präsidentschaftswahlen im Jahr 2008 strebte er erfolglos eine Kandidatur an.

## Leben
Als Schüler und Student geriet Bukowski wegen seiner abweichenden politischen Meinungen in Konflikt mit der Sowjetmacht und wurde sowohl aus der Schule als auch von der Universität ausgeschlossen. 1963 wurde er wegen des Versuchs, das Buch Die neue Klasse des jugoslawischen Dissidenten Milovan Đilas zu vervielfältigen, als unverbesserlich eingestuft und in eine psychiatrische Anstalt in Leningrad eingewiesen. Im Februar 1965 entlassen, setzte er seine oppositionelle Tätigkeit fort und wurde von Ende 1965 bis Juli 1966 erneut zur psychiatrischen Behandlung eingewiesen. Wegen der Organisation einer Protestdemonstration im Januar 1967 wurde er vor Gericht gestellt; seine Rede vor Gericht kursierte bald im Samisdat. Die Richter stuften dies als Teilnahme an Gruppenhandlungen, welche die öffentliche Ordnung stören, ein und verurteilten ihn zu drei Jahren Lagerhaft.
Nach der Rückkehr aus dem Lager nach Moskau wurde Bukowski einer der Wortführer der sich formierenden sowjetischen Dissidentenbewegung. In der Folge gab er ausländischen Korrespondenten Interviews und sorgte dafür, dass im Westen insbesondere der Einsatz der Psychiatrie gegen Andersdenkende, die der KGB-Vorsitzende Juri Andropow als probates Mittel im innenpolitischen Kampf forcierte, bekannt wurde.
Im März 1971 wurde Bukowski erneut verhaftet, nachdem ihn ein Artikel in der Zeitung Prawda, der ihm antisowjetische Tätigkeit vorwarf, in der ganzen UdSSR bekannt gemacht hatte. Vor allem wegen der Herausgabe einer Dokumentensammlung, die den Missbrauch der Psychiatrie zu politischen Zwecken in der UdSSR belegte, wurde er in einem Prozess am 5. Januar 1972 in Moskau zu sieben Jahren Freiheitsstrafe (zwei Jahren Gefängnis und fünf Jahren Lager) und fünf Jahren Verbannung verurteilt. Nach anhaltenden Protesten im Westen tauschte die sowjetische Regierung Bukowski am 18. Dezember 1976 auf dem Flughafen von Zürich zusammen mit seiner Mutter gegen den in Chile gefangengehaltenen chilenischen Kommunisten Luis Corvalán aus.
In seinem Buch Pazifisten gegen den Frieden behauptete Bukowski Anfang der 1980er Jahre, dass der Begriff „Nützlicher Idiot“ auf Lenin zurückgehe. Doch schon im Jahre 1987 wies die New York Times darauf hin, dass es für die Richtigkeit dieser Zuschreibung bislang keinen Beleg gibt.
In der Forschungsstelle Osteuropa an der Universität Bremen wird der Nachlass seiner Mutter Nina Bukowskaja aufbewahrt. In ihm finden sich Archivmaterialien, die Bukowskis Lager- und Gefängnishaft sowie seine Zwangsausweisung aus der Sowjetunion dokumentieren. Von Bukowski zu Beginn der 1990er Jahre in staatlichen russischen Archiven kopierte Dokumente sind auf den Webseiten „Soviet Archive“ sowie auf der Seite „The Bukovsky Archives“ des „Bukovsky Center“ einsehbar.
Nach seiner zwangsweisen Aussiedelung ließ er sich in Großbritannien nieder und setzte seine kritischen Recherchen und Analysen fort. 1985 begründete er, u. a. zusammen mit Jeane Kirkpatrick und Richard Perle, die American Foundation for Resistance International, eine Organisation, die helfen sollte, Proteste in Staaten des Ostblocks zu organisieren und zu finanzieren.
Die Regierung unter Boris Jelzin lud Bukowski 1992 als Experten im Prozess um die Aufhebung des Verbotes der KPdSU nach Moskau ein, das Jelzin nach dem Augustputsch 1991 verfügt hatte. Zusammen mit Historikern durfte er erstmals im Sonderarchiv des Kremls arbeiten, in dem zahlreiche Geheimdokumente aufbewahrt wurden. Ohne Wissen der Archivleitung scannte er rund 15.000 Seiten, darunter viele Dokumente aus dem Politbüro. Auf der Grundlage seiner Archivmaterialien verfasste er ein Sachbuch über die Außenpolitik der Sowjetunion, das in viele Sprachen übersetzt wurde. Darin gab er in großen Auszügen die Originaldokumente wieder.
2002 besuchte Boris Nemzow von der demokratisch und prowestlich orientierten Union der rechten Kräfte Bukowski zur Strategiebesprechung einer neuen Partei in Russland. 2004 gründete Bukowski zusammen mit Politikern wie Nemzow und Garri Kasparow das liberale Komitee 2008.
Bukowski war Förderer der United Kingdom Independence Party und Vizepräsident der Freedom Association, welche für eine Erhöhung der Militärausgaben und für Wirtschaftsliberalismus (weniger staatliche Eingriffe in das Wirtschaftssystem) wirbt.
Bukowskis Hauptthema war die Naivität (gullibility) des Westens gegenüber der Sowjetunion bzw. ihrer – seiner Meinung nach – keineswegs untergegangenen Ideologie. In der EU sah er einen neuen Sowjetstaat im Entstehen. Ihre Ideologie sei die politische Korrektheit, welche gezielt eingeführt werden würde, um sie dann mit repressiven Methoden durchsetzen zu können. Er prophezeite, auch dieser EU-Sowjetstaat werde Gulags haben. Bukowski behauptete, aus den Dokumenten des Moskauer Archivs, die er während seines Besuchs 1992 einsehen konnte, gehe hervor, dass die EU eine sowjetische Verschwörung sei, welche die Europäer politisch umerziehen solle (genauso wie die Sowjetunion „Sowjetmenschen“ schaffen wollte). Kein Verständnis hatte Bukowski für die Friedensbewegung, die er u. a. wegen ihrer Aktivitäten gegen den NATO-Doppelbeschluss und gegen den Irak-Krieg attackierte. Die Friedensbewegungsaktivitäten seien laut Bukowski ein Ergebnis sowjetischer bzw. russischer Propaganda. 2005 kritisierte Bukowski die US-Regierung nach dem Bekanntwerden des Abu-Ghuraib-Folterskandals. Es dürfe nicht der Eindruck entstehen, dass in den USA Folter erlaubt sei, da ansonsten die russische Regierung dies als Rechtfertigung für eigene Folter ansehen könnte.
Am 28. Mai 2007 erklärte Bukowski seine Bereitschaft, für die Wahlen zum Präsidenten der Russischen Föderation im März 2008 zu kandidieren.
Am 16. Dezember 2007 fand in Moskau die erste amtliche Wählerversammlung von Bukowski statt; es wurden mehr als die benötigten 500 Teilnehmer registriert. Am 18. Dezember reichte er seine Dokumente für seine Kandidatur beim zentralen Wahlkomitee der Russischen Föderation ein. Seine Bewerbung wurde abgelehnt, da er seit geraumer Zeit in London lebte. Nach der russischen Gesetzgebung muss ein Präsidentschaftskandidat mindestens zehn Jahre vor der Wahl im Land leben. Er hatte die Regierungszeit Putins als Entstehen eines neuen Tscheka-Regimes bezeichnet, also mit einem vom Geheimdienst gesteuerten Staat verglichen.
Am 10. März 2010 unterzeichnete er ein Manifest der russischen Opposition unter dem Titel Putin muss gehen.
Zwischen 2016 und 2018 war Bukowski in Großbritannien wegen Besitz und Herstellung von Kinderpornographie angeklagt; er bestritt diese Vorwürfe. Der Prozess wurde mehrfach wegen Bukowskis schlechter Gesundheit unterbrochen und schließlich eingestellt.

## Werke
In deutscher Übersetzung erschienen:
- Opposition: Eine neue Geisteskrankheit in der Sowjetunion? Carl Hanser, München 1973, ISBN 3-446-11571-4.
- Wind vor dem Eisgang. Ullstein Kontinent, Berlin 1981, ISBN 3-548-38018-2.
- Pazifisten gegen den Frieden – Friedensbewegung und Sowjetunion. Verlag SOI, Bern 1983, ISBN 3-85913-120-6.
- Dieser stechende Schmerz der Freiheit. Russischer Traum und westliche Realität. Seewald, Stuttgart 1983, ISBN 3-512-00669-8; zuerst erschienen 1981 in Frankreich.
- Abrechnung mit Moskau. Das sowjetische Unrechtsregime und die Schuld des Westens. Lübbe Verlagsgruppe, Bergisch Gladbach 1996, ISBN 3-7857-0829-7.

In englischer Übersetzung erschienen:
- To Build a Castle – My Life as a Dissenter. Rowman & Littlefield Publishers, 1988, ISBN 978-0-89633-131-0.
- EUSSR. The Soviet Roots of European Integration. mit Pavel Stroilov, Sovereignty Publications, 2004, ISBN 978-0-9540231-1-9.
- Reckoning With Moscow: A Nuremberg Trial for Soviet Agents and Western Fellow Travelers. Regnery Publishing Inc., 1998, ISBN 978-0-89526-389-6.